# Vinicianische Verschwörung
Die Vinicianische Verschwörung, die sich gegen den römischen Kaiser Nero richtete, ereignete sich im Jahr 66 oder 67 n. Chr. und ist benannt nach Annius Vinicianus.
Wahrscheinlich war Vinicianus der Sohn des Marcus (oder Lucius) Annius Vicianus, der nach dem Tode des Kaisers Caligula im Jahr 41 n. Chr. selbst Thronprätendent war, zusammen mit Lucius Arruntius Camillus Scribonianus einen Aufstand in Dalmatien organisierte und nach dem Scheitern des Aufstandes 42 n. Chr. Selbstmord beging.
Vinicianus war der Schwiegersohn des Gnaeus Domitius Corbulo, der zu diesem Zeitpunkt Oberbefehlshaber der römischen Truppen im Nahen Osten war. Corbulo hatte Vinicianus 63 zum  legatus Augusti der legio V Macedonica ernannt, was den Schluss nahelegt, dass Vinicianus nicht vor 37 n. Chr. geboren wurde. Nach dem Regierungsantritt Kaiser Neros entstanden Gerüchte, Corbulo wolle gegen Nero putschen. Um diesen Gerüchten entgegenzutreten, entsandte er seinen Schwiegersohn Annius Vinicianus, unter dem Vorwand, Vinicianus solle Tiridates nach Rom geleiten, an den kaiserlichen Hof. Er hatte damit seinen Schwiegersohn de facto als Geisel in die Hände Neros gegeben, um seine Solidarität mit Nero zu dokumentieren.
In Rom machte Vinicianus sehr schnell eine verblüffende Karriere: Er wurde im Jahr 66 bereits Consul suffectus, ohne vorher Prätor gewesen zu sein.
Die näheren Umstände des von Vinicianus 66 oder 67 in Benevent geplanten Umsturzversuches gegen Nero sind nicht bekannt. Vermutet wird, dass die Situation seiner Familie ihn zum Handeln zwang.
Vor dem Putschversuch des Vinicianus fand in Rom der für Nero sehr viel gefährlichere Aufstandsversuch des Piso statt. Die Beteiligten beider Putschversuche wurden in dreifachen Ketten dem Richter vorgeführt und zum Tode verurteilt. Alle Kinder der Verurteilten wurden entweder vergiftet oder dem Hungertod preisgegeben.
Infolge dieser Putschversuche „kannte Neros Mordlust kein Maß und Ziel mehr“. In Rom folgte eine Welle von Verhaftungen, Verurteilungen zum freiwilligen Selbstmord – und wurde der Selbstmord nicht freiwillig begangen, half man durch Öffnen der Adern nach. Nach Sueton folgte aus diesem auf Grund der Putschversuche entstandenen Verfolgungswahn die Anweisung Neros, Rom in Brand zu stecken. Der Große Brand Roms, dessen Urheberschaft Nero auf dieser Basis bisweilen zugeschrieben wird, fand allerdings schon vor den Verschwörungen Pisos und Vinicianus’ im Jahr 64 statt.